# Deutscher Sportclub Arminia Bielefeld 2012-2013
Questa voce raccoglie le informazioni riguardanti il Deutscher Sportclub Arminia Bielefeld nelle competizioni ufficiali della stagione 2012-2013.

## Stagione
Nella stagione 2012-2013 l'Arminia Bielefeld, allenato da Stefan Krämer, concluse il campionato di 3. Liga al 2º posto e fu promosso in 2. Bundesliga. In Coppa di Germania l'Arminia Bielefeld fu eliminato al secondo turno dal Bayer Leverkusen.

## Rosa
| N. |                     | Ruolo | Calciatore      |
| -- | ------------------- | ----- | --------------- |
| 1  | Germania (bandiera) | P     | Patrick Platins |
| 2  | Germania (bandiera) | D     | Jonas Strifler  |
| 3  | Germania (bandiera) | D     | Dennis Riemer   |
| 4  | Germania (bandiera) | D     | Marcel Appiah   |
| 5  | Germania (bandiera) | D     | Thomas Hübener  |
| 6  | Germania (bandiera) | C     | Tom Schütz      |
| 7  | Germania (bandiera) | C     | Marc Lorenz     |
| 8  | Germania (bandiera) | C     | Tim Jerat       |
| 9  | Germania (bandiera) | A     | Fabian Klos     |
| 10 | Germania (bandiera) | A     | Pascal Testroet |
| 11 | Germania (bandiera) | D     | Stephan Salger  |
| 13 | Germania (bandiera) | A     | Johannes Rahn   |
| 14 | Germania (bandiera) | D     | Manuel Hornig   |
| 16 | Germania (bandiera) | C     | Philipp Riese   |

| N. |                     | Ruolo | Calciatore           |
| -- | ------------------- | ----- | -------------------- |
| 17 | Germania (bandiera) | C     | Stefan Langemann     |
| 18 | Germania (bandiera) | A     | Christopher Kullmann |
| 19 | Germania (bandiera) | D     | Felix Burmeister     |
| 20 | Germania (bandiera) | D     | Patrick Mainka       |
| 21 | Germania (bandiera) | C     | Patrick Schönfeld    |
| 22 | Germania (bandiera) | C     | Philipp Heithölter   |
| 23 | Turchia (bandiera)  | C     | Olcay Turhan         |
| 24 | Germania (bandiera) | P     | Stefan Ortega        |
| 27 | Germania (bandiera) | P     | Tom Schmidt          |
| 28 | Ghana (bandiera)    | A     | Eric Agyemang        |
| 30 | Germania (bandiera) | A     | Sebastian Hille      |
| 31 | Germania (bandiera) | A     | Sebastian Glasner    |
| 37 | Germania (bandiera) | C     | Christian Müller     |

## Organigramma societario
Area tecnica
- Allenatore: Stefan Krämer
- Allenatore in seconda: Michael Bauer
- Preparatore dei portieri: Marco Kostmann
- Preparatori atletici:

## Calciomercato

### Sessione estiva
| Acquisti | Acquisti          | Acquisti           | Acquisti |
| R.       | Nome              | da                 | Modalità |
| -------- | ----------------- | ------------------ | -------- |
| C        | Marc Lorenz       | Sportfreunde Lotte |          |
| C        | Philipp Riese     | Meuselwitz         |          |
| D        | Stephan Salger    | Osnabrück          |          |
| A        | Pascal Testroet   | Kickers Offenbach  |          |
| A        | Erdoğan Yeşilyurt | Bonner U19         |          |

| Cessioni | Cessioni          | Cessioni            | Cessioni |
| R.       | Nome              | a                   | Modalità |
| -------- | ----------------- | ------------------- | -------- |
| C        | Alexander Dercho  | Osnabrück           |          |
| D        | Nico Hammann      | Hessen Kassel       |          |
| C        | Onel Hernández    | Werder Brema II     |          |
| A        | Bahattin Köse     | Mons                |          |
| A        | Gianluca Marzullo | Bayer Leverkusen II |          |
| C        | Marc Rzatkowski   | Bochum              |          |
| C        | Nico Schneck      | Rödinghausen        |          |
| C        | Sevdail Selmani   | FC Bergheim 2000    |          |

### Sessione invernale
| Acquisti | Acquisti          | Acquisti          | Acquisti |
| R.       | Nome              | da                | Modalità |
| -------- | ----------------- | ----------------- | -------- |
| A        | Sebastian Glasner | Energie Cottbus   |          |
| D        | Jonas Strifler    | Wacker Burghausen |          |

| Cessioni | Cessioni          | Cessioni          | Cessioni |
| R.       | Nome              | a                 | Modalità |
| -------- | ----------------- | ----------------- | -------- |
| A        | Erdoğan Yeşilyurt | Eintracht Treviri |          |

## Risultati

### 3. Liga

#### Girone di andata
| Arbitro: | Dankert |

|           |           |            |
| Hille 21’ | Marcatori | 77’ Thiele |

| Arbitro: | Christ |

|               |           |               |
| Benatelli 23’ | Marcatori | 18’ Schönfeld |

| Arbitro: | Blos |

|                    |           |                            |
| Klos 32’, 38’, 90’ | Marcatori | 28’ (rig.) Özbek 90’ Kruse |

| Arbitro: | Rohde |

|               |           |                             |
| Rathgeber 56’ | Marcatori | 2’ Klos 4’ Hille 86’ Appiah |

| Arbitro: | Dietz |

|          |           |  |
| Klos 33’ | Marcatori |  |

| Arbitro: | Kunzmann |

|  |           |                         |
|  | Marcatori | 26’ Salger 73’ Testroet |

| Arbitro: | Ostheimer |

|          |           |  |
| Klos 52’ | Marcatori |  |

| Arbitro: | Göpferich |

|                                          |           |                     |
| Rohracker 37’ Welzmüller 39’ Fischer 89’ | Marcatori | 56’ Klos 59’ Appiah |

| Arbitro: | Schmickartz |

|                                    |           |  |
| Schönfeld 44’ Klos 48’, 63’ (rig.) | Marcatori |  |

| Arbitro: | Welz |

|                                                     |           |  |
| Siegert 15’ Nəzərov 46’ Taylor 48’ Kühne 58’ (rig.) | Marcatori |  |

| Bielefeld 25 settembre 2012, ore 19:00 CEST 11ª giornata | Arminia Bielefeld | 0 – 0 referto | Chemnitz | SchücoArena (5 871 spett.)\| Arbitro: \| Jablonski \| |
| Arbitro:                                                 | Jablonski         |               |          |                                                       |

| Arbitro: | Steinberg |

|            |           |                                              |
| Tatara 59’ | Marcatori | 35’ (rig.) Burmeister 53’ Testroet 78’ Hille |

| Arbitro: | Hartmann |

|  |           |            |
|  | Marcatori | 3’ Smetana |

| Arbitro: | Gerach |

|  |           |         |
|  | Marcatori | 9’ Rahn |

| Arbitro: | Aytekin |

|            |           |  |
| Salger 31’ | Marcatori |  |

| Arbitro: | Blos |

|                                |           |                             |
| Appiah 34’ (aut.) Wagefeld 72’ | Marcatori | 35’ Klos 42’ (rig.) Hübener |

| Arbitro: | Aarnink |

|              |           |               |
| Testroet 66’ | Marcatori | 38’ Benyamina |

| Osnabrück 17 novembre 2012, ore 14:00 CET 18ª giornata | Osnabrück | 0 – 0 referto | Arminia Bielefeld | Osnatel Arena (16 000 spett.)\| Arbitro: \| Zwayer \| |
| Arbitro:                                               | Zwayer    |               |                   |                                                       |

| Arbitro: | Willenborg |

|                             |           |  |
| Rahn 9’ Appiah 60’ Klos 65’ | Marcatori |  |

#### Girone di ritorno
| Arbitro: | Unger |

|                   |           |           |
| Leipertz 60’, 88’ | Marcatori | 59’ Hille |

| Arbitro: | Göpferich |

|                                   |           |                        |
| Rahn 35’ Klos 69’, 74’ Müller 82’ | Marcatori | 13’ Hofmann 29’ Bajner |

| Arbitro: | Gerach |

|                             |           |                                        |
| Sökler 5’ Appiah 73’ (aut.) | Marcatori | 15’, 35’ Klos 70’ Testroet 87’ Glasner |

| Arbitro: | Siebert |

|                               |           |           |
| Klos 16’ Hornig 55’ Hille 75’ | Marcatori | 11’ Avdić |

| Karlsruhe 2 febbraio 2013, ore 14:00 CET 24ª giornata | Karlsruhe | 0 – 0 referto | Arminia Bielefeld | Wildparkstadion (11 460 spett.)\| Arbitro: \| Welz \| |
| Arbitro:                                              | Welz      |               |                   |                                                       |

| Arbitro: | Wingenbach |

|                      |           |  |
| Hille 23’ Schütz 71’ | Marcatori |  |

| Arbitro: | Kempter |

|              |           |          |
| Grüttner 16’ | Marcatori | 56’ Klos |

| Arbitro: | Alt |

|                                |           |  |
| Klos 12’ Hille 25’ Glasner 90’ | Marcatori |  |

| Arbitro: | Kunzmann |

|  |           |                    |
|  | Marcatori | 28’ Rahn 83’ Jerat |

| Arbitro: | Weiner |

|           |           |                     |
| Hille 19’ | Marcatori | 73’ (rig.) Bischoff |

| Arbitro: | Ostheimer |

|  |           |          |
|  | Marcatori | 69’ Klos |

| Bielefeld 30 marzo 2013, ore 14:00 CET 31ª giornata | Arminia Bielefeld | 0 – 0 referto | Darmstadt | SchücoArena (10 081 spett.)\| Arbitro: \| Stein \| |
| Arbitro:                                            | Stein             |               |           |                                                    |

| Arbitro: | Fritz |

|  |           |                       |
|  | Marcatori | 48’ Müller 61’ Hornig |

| Arbitro: | Rohde |

|                                 |           |             |
| Klos 45’ Schönfeld 71’ Rahn 75’ | Marcatori | 8’ Döringer |

| Arbitro: | Brand |

|                                         |           |  |
| Niederlechner 35’, 47’ Krebs 63’ (rig.) | Marcatori |  |

| Arbitro: | Kunzmann |

|                               |           |          |
| Testroet 6’ Kojola 89’ (aut.) | Marcatori | 75’ Mast |

| Arbitro: | Aarnink |

|  |           |          |
|  | Marcatori | 41’ Rahn |

| Arbitro: | Stark |

|           |           |  |
| Hille 56’ | Marcatori |  |

| Arbitro: | Fritz |

|           |           |  |
| Thiel 52’ | Marcatori |  |

### Coppa di Germania
| Arbitro: | Wingenbach |

|                                             |           |          |
| Schütz 56’ Schönfeld 86’ Hübener 90’ (rig.) | Marcatori | 36’ Meha |

| Arbitro: | Drees |

|                      |           |                                        |
| Hille 11’ Schütz 82’ | Marcatori | 23’ Hegeler 56’ Friedrich 94’ Schürrle |

## Statistiche

### Statistiche di squadra
| Competizione      | Punti | In casa | In casa | In casa | In casa | In casa | In casa | In trasferta | In trasferta | In trasferta | In trasferta | In trasferta | In trasferta | Totale | Totale | Totale | Totale | Totale | Totale | DR  |
| Competizione      | Punti | G       | V       | N       | P       | Gf      | Gs      | G            | V            | N            | P            | Gf           | Gs           | G      | V      | N      | P      | Gf     | Gs     | DR  |
| ----------------- | ----- | ------- | ------- | ------- | ------- | ------- | ------- | ------------ | ------------ | ------------ | ------------ | ------------ | ------------ | ------ | ------ | ------ | ------ | ------ | ------ | --- |
| 3. Liga           | 76    | 19      | 13      | 5       | 1       | 33      | 11      | 19           | 9            | 5            | 5            | 26           | 21           | 38     | 22     | 10     | 6      | 59     | 32     | +27 |
| Coppa di Germania | -     | 2       | 1       | 0       | 1       | 5       | 4       | 0            | 0            | 0            | 0            | 0            | 0            | 2      | 1      | 0      | 1      | 5      | 4      | +1  |
| Totale            | 76    | 21      | 14      | 5       | 2       | 38      | 15      | 19           | 9            | 5            | 5            | 26           | 21           | 40     | 23     | 10     | 7      | 64     | 36     | +28 |

### Andamento in campionato
| Giornata  | 1  | 2  | 3 | 4 | 5 | 6 | 7 | 8 | 9 | 10 | 11 | 12 | 13 | 14 | 15 | 16 | 17 | 18 | 19 | 20 | 21 | 22 | 23 | 24 | 25 | 26 | 27 | 28 | 29 | 30 | 31 | 32 | 33 | 34 | 35 | 36 | 37 | 38 |
| --------- | -- | -- | - | - | - | - | - | - | - | -- | -- | -- | -- | -- | -- | -- | -- | -- | -- | -- | -- | -- | -- | -- | -- | -- | -- | -- | -- | -- | -- | -- | -- | -- | -- | -- | -- | -- |
| Luogo     | C  | T  | C | T | C | T | C | T | C | T  | C  | T  | C  | T  | C  | T  | C  | T  | C  | T  | C  | T  | C  | T  | C  | T  | C  | T  | C  | T  | C  | T  | C  | T  | C  | T  | C  | T  |
| Risultato | N  | N  | V | V | V | V | V | P | V | P  | N  | V  | P  | V  | V  | N  | N  | N  | V  | P  | V  | V  | V  | N  | V  | N  | V  | V  | N  | V  | N  | V  | V  | P  | V  | V  | V  | P  |
| Posizione | 10 | 12 | 8 | 5 | 3 | 1 | 1 | 2 | 1 | 3  | 4  | 4  | 5  | 3  | 2  | 4  | 3  | 3  | 3  | 4  | 4  | 4  | 4  | 4  | 3  | 4  | 4  | 3  | 3  | 3  | 3  | 2  | 2  | 3  | 2  | 2  | 2  | 2  |

Legenda:

Luogo: C = Casa; T = Trasferta. Risultato: V = Vittoria; N = Pareggio; P = Sconfitta.

### Statistiche dei giocatori
| Giocatore     | 3. Liga  | 3. Liga | 3. Liga     | 3. Liga    | Coppa di Germania | Coppa di Germania | Coppa di Germania | Coppa di Germania | Totale   | Totale | Totale      | Totale     |
| Giocatore     | Presenze | Reti    | Ammonizioni | Espulsioni | Presenze          | Reti              | Ammonizioni       | Espulsioni        | Presenze | Reti   | Ammonizioni | Espulsioni |
| ------------- | -------- | ------- | ----------- | ---------- | ----------------- | ----------------- | ----------------- | ----------------- | -------- | ------ | ----------- | ---------- |
| E. Agyemang   | 13       | 0       | 1           | 0          | 1                 | 0                 | 0                 | 0                 | 14       | 0      | 1           | 0          |
| M. Appiah     | 31       | 3       | 4           | 0          | 1                 | 0                 | 0                 | 0                 | 32       | 3      | 4           | 0          |
| F. Burmeister | 22       | 1       | 6           | 0          | 1                 | 0                 | 0                 | 0                 | 23       | 1      | 6           | 0          |
| S. Glasner    | 14       | 2       | 1           | 0          | 0                 | 0                 | 0                 | 0                 | 14       | 2      | 1           | 0          |
| P. Heithölter | 0        | 0       | 0           | 0          | 0                 | 0                 | 0                 | 0                 | 0        | 0      | 0           | 0          |
| S. Hille      | 35       | 9       | 5           | 0          | 2                 | 1                 | 0                 | 0                 | 37       | 10     | 5           | 0          |
| M. Hornig     | 30       | 2       | 6           | 1          | 2                 | 0                 | 0                 | 0                 | 32       | 2      | 6           | 1          |
| T. Hübener    | 34       | 1       | 6           | 0          | 2                 | 1                 | 0                 | 0                 | 36       | 2      | 6           | 0          |
| T. Jerat      | 29       | 1       | 4           | 1          | 2                 | 0                 | 1                 | 0                 | 31       | 1      | 5           | 1          |
| F. Klos       | 33       | 20      | 10          | 1          | 2                 | 0                 | 1                 | 0                 | 35       | 20     | 11          | 1          |
| C. Kullmann   | 2        | 0       | 0           | 0          | 0                 | 0                 | 0                 | 0                 | 2        | 0      | 0           | 0          |
| S. Langemann  | 2        | 0       | 0           | 0          | 0                 | 0                 | 0                 | 0                 | 2        | 0      | 0           | 0          |
| M. Lorenz     | 14       | 0       | 3           | 1          | 0                 | 0                 | 0                 | 0                 | 14       | 0      | 3           | 1          |
| P. Mainka     | 0        | 0       | 0           | 0          | 0                 | 0                 | 0                 | 0                 | 0        | 0      | 0           | 0          |
| C. Müller     | 19       | 2       | 1           | 1          | 1                 | 0                 | 0                 | 1                 | 20       | 2      | 1           | 2          |
| S. Ortega     | 1        | 0       | 1           | 0          | 0                 | 0                 | 0                 | 0                 | 1        | 0      | 1           | 0          |
| P. Platins    | 37       | 0       | 3           | 0          | 2                 | 0                 | 0                 | 0                 | 39       | 0      | 3           | 0          |
| J. Rahn       | 31       | 6       | 1           | 1          | 1                 | 0                 | 0                 | 0                 | 32       | 6      | 1           | 1          |
| D. Riemer     | 11       | 0       | 2           | 0          | 2                 | 0                 | 1                 | 0                 | 13       | 0      | 3           | 0          |
| P. Riese      | 22       | 0       | 5           | 0          | 1                 | 0                 | 0                 | 0                 | 23       | 0      | 5           | 0          |
| S. Salger     | 31       | 2       | 3           | 0          | 2                 | 0                 | 0                 | 0                 | 33       | 2      | 3           | 0          |
| T. Schmidt    | 0        | 0       | 0           | 0          | 0                 | 0                 | 0                 | 0                 | 0        | 0      | 0           | 0          |
| P. Schönfeld  | 32       | 3       | 9           | 0          | 2                 | 1                 | 1                 | 0                 | 34       | 4      | 10          | 0          |
| T. Schütz     | 35       | 1       | 6           | 0          | 2                 | 2                 | 1                 | 0                 | 37       | 3      | 7           | 0          |
| J. Strifler   | 9        | 0       | 1           | 0          | 0                 | 0                 | 0                 | 0                 | 9        | 0      | 1           | 0          |
| P. Testroet   | 32       | 5       | 3           | 0          | 2                 | 0                 | 0                 | 0                 | 34       | 5      | 3           | 0          |
| O. Turhan     | 1        | 0       | 0           | 0          | 0                 | 0                 | 0                 | 0                 | 1        | 0      | 0           | 0          |
| E. Yeşilyurt  | 2        | 0       | 1           | 0          | 0                 | 0                 | 0                 | 0                 | 2        | 0      | 1           | 0          |